# Magna Defender
De Magna Defender is een personage uit de televisieserie Power Rangers: Lost Galaxy. Hij was een krijger die al eeuwenlang leefde en de aartsvijand was van Scorpius.
Later in de serie gingen de krachten van de Magna Defender over op Mike Corbett.

## Geschiedenis
Over Magna Defenders afkomst is niet veel bekend. Het enige dat werd vermeld is dat hij 3000 jaar voor aanvang van PRLG betrokken was bij een groot gevecht waarbij Scorpius Magna Defenders’ thuisplaneet veroverde. Hij vermoordde hierbij ook diens zoon, Zika, waardoor Magna Defender de aartsvijand van Scorpius werd. Echter, voordat hij wraak kon nemen werd hij opgesloten in een kloof op Mirinoi door Treacheron.
Aan het begin van PRLG viel Mike Corbett, de broer van de Rode Galaxy Ranger Leo, in dezelfde kloof als Magna Defender. Magna Defender zag zijn kans schoon en fuseerde met Mike om zo de energie te verkrijgen om te ontsnappen. Daarna trok hij eropuit om Scorpius te verslaan.
Magna Defenders tocht leidde hem naar Terra Venture, waar hij net als Scorpius en de Rangers naar de legendarische Lights of Orion zocht. Geobsedeerd door wraak lette hij echter niet op de gevolgen van zijn daden, wat hem ook tot tegenstander van de Rangers maakte. Mike’s persoonlijkheid nam echter van tijd tot tijd de overhand en veroorzaakte bij Magna Defender grote pijn als hij iets deed dat volgens Mike moraal verkeerd was.
Toen de Rangers de Lights of Orion in handen kregen probeerde Magna Defender Scorpius te vernietigen door een van de koepels van Terra Venture op te blazen, iets was Terra Venture ook zou vernietigen. Dit ging zo ver dat zelfs zijn eigen zord, Torrozord, hem niet langer wilde helpen. De zwaargewonde Magna Defender onthulde aan Leo de waarheid over Mike. Toen Zika’s geest verscheen en Magna Defender vroeg Terra Venture te helpen, liet hij Mike vrij en offerde zich op om de explosie te stoppen.
De geesten van Magna Defender en Zika verschenen later aan Mike en gaven hem de Magna Blaster in zwaardmode, de bron van Magna Defenders krachten. Hiermee werd Mike de nieuwe Magna Defender.
Tegen het einde van de serie offerde Mike Torrozord en zijn krachten op om Terra Venture te helpen ontsnappen uit de Verloren Melkweg.

## Trivia
- Sinds het uitkomen van Lost Galaxy is er een discussie gaande onder fans over de vraag of Mike als Magna Defender wel of niet als zesde Ranger van de Galaxy Power Rangers kan worden beschouwd. Voorstanders zeggen van wel omdat hij een morpher gebruikt en een zord heeft, maar tegenstanders zeggen van niet omdat hij een gepantserd pak draagt in plaats van spandex en hij in de serie nooit een Ranger wordt genoemd